# 寶實
寶實（1526年—？），爱新觉罗氏，興祖直皇帝福滿第六子，明朝时期女真人物。

## 生平
早年出生于佛阿拉城，后随家搬至赫图阿拉城。成年后定居章佳城，家境贫寒。次子阿哈纳向萨克达部巴斯翰之妹求婚时被对方拒绝。后来巴斯翰将妹嫁给栋鄂部长之子额尔机瓦。额尔机瓦在一次回家途中被暗杀后，栋鄂部的克彻怀疑是阿哈纳行凶。为洗脱怀疑，寶實与阿哈纳参加了宁古塔联合哈达部，直至打败栋鄂部。之后因建州左卫分裂，寶實跟随胞兄觉昌安（努尔哈赤祖父）相继归顺王杲。世稱寧古塔貝勒，妻氏族未詳，寶實後裔子孫載入覺羅族譜。

## 家庭
- 父(追)興祖直皇帝爱新觉罗·福滿。母喜塔腊氏，其父都力吉，始祖昂武都禮。
- 胞兄德世庫（一），刘阐 (清朝)（二），索長阿(三)，(追)景祖翼皇帝覺昌安(四）（子(追)顯祖宣皇帝塔克世，孙儿太祖高皇帝弩爾哈齊），包朗阿（五）。与寶實（六）兄弟六人合称“六贝勒”。
- 第一子：康嘉，生卒年歲暨生母嫡妻姓名均未詳，繼妻馬佳氏博和禮之女，生四子。后代有一等輕車都尉喀蒙愛、一等輕車都尉博翁愛（三娶妻伊爾根覺羅氏，其父正黄旗满洲二等男喀愷）、一等輕車都尉又一雲騎尉莽塞、一等輕車都尉準泰、三等輕車都尉謨洛渾、三等輕車都尉桑格、騎都尉舜代、騎都尉叟塞、總理回疆事務參贊大臣（又喀什噶尔参赞大臣）觉罗纳世通、乾隆二十二年（1757年）丁丑科进士覺羅福志。
- 第二子：阿哈納，生年生母卒年暨嫡妻姓氏均未詳，生二子。后代有护军统领譚濟布（载《皇朝文獻通考》）、二等輕車都尉瑪海、三等輕車都尉海塔、三等輕車都尉佛寬保、浙江布政使護理浙江巡撫覺羅存興（繼妻烏拉納喇氏承恩公嵩山之女，其家族之烏拉納喇氏封雍正帝之孝敬憲皇后）。
- 第三子：阿篤齊，生年生母均未詳、卒年未詳，嫡妻王氏（王泰之女），生一子愛新覺羅•阿爾布（1583-1634），其嫡妻他塔喇氏（塞克星格之女）、繼妻納喇氏（祈崇格之女）。孙昂古（1605-1677），授三等輕車都尉，其嫡妻蘇穆祿氏（業錫之女）；瑪納海（1623-1649），授騎都尉，其嫡妻伊爾根覺羅氏（護軍校吳雲助之女）。曾孙碩洛，授騎都尉；岳拜，袭三等輕車都尉，嫡妻舒穆祿氏（三等護衛沙篤之女）、繼妻伊爾根覺羅氏（二等輕車都尉奇爾努之女）。有后代女爱新觉罗氏，嫁正蓝旗汉军、道光三十年（1850年）庚戌科进士胡氏吉惠 (道光进士)。
- 第四子：多羅郭齊，卒，無嗣（据《愛新覺羅宗譜网》）。

#### 书籍
- 《愛新覺羅宗譜庚冊》
- 《愛新覺羅宗譜星源集慶》
- 《清史稿》〈皇子世表一〉